# Чубарець
Чубарець (Falcunculus frontatus) — вид горобцеподібних птахів монотипової родини Falcunculidae. Традиційно вид відносили до родини свистунових (Pachycephalidae). Вже ранні систематики відмічали, що вид морфологічно відрізняється від інших представників родини. Були спроби виділити його в окрему підродину. У 2003 році генетичних та морфологічних дослідження показали, що вид немає родичів серед свистунових, тому його виокремили в монотипову родину Falcunculidae.

## Поширення
Ендемік Австралії. Поширений на південному сході країни (Новий Південний Уельс, Вікторія, південний схід Південної Австралії та Квінсленду). Є також ізольована популяція на північному сході Квінсленду. Живе у відкритих евкаліптових лісах.

## Опис
Птах завдовжки 15-19 см. Спина, крила та хвіст зеленувато-жовті. Черево жовте. Товста голова чорна з великими білими смугами на лиці. Міцний, гачкоподібний дзьоб без щетинок, чорного кольору. Ноги сірі. У самиць сіре горло.

## Спосіб життя
Живиться комахами та їхніми личинками, яких вишукує під корою дерев та у різних тріщинах. У сезон розмноження збираються невеликими групами. Гніздо, яке будують в кронах високих дерев, складається з шматочків кори, які тримаються разом за допомогою павутинного шовку. Самиця відкладає 2-3 яйця. Інкубація триває 20 днів. Приблизно через 2 тижні молодь покидає гніздо.